# Соколы (Ярославская область)
Соколы — деревня в Брейтовском районе Ярославской области. Входит в состав Брейтовского сельского поселения.

## География
Находится в северо-западной части Ярославской области на расстоянии приблизительно 17 км на юг по прямой от административного центра района села Брейтово.

## История
Была отмечена еще на карте 1798 года. В 1859 году здесь (деревня Мологского уезда Ярославской губернии) было учтено 22 двора, в 1898 — 38.

## Население
Численность населения: 157 человек (1859 год), 20 (русские 95 %) в 2002 году, 11 в 2010.